# Giovanni Prini
Giovanni Prini (* 14. Juni 1877 in Genua; † 9. September 1958 in Rom) war ein italienischer Bildhauer und Maler.

## Leben
Giovanni war das jüngste von vier Kindern von Vitaliano und Antonia Prini; sein Bruder Emilio war der Großvater des Konzeptkünstlers Emilio Prini. Er besuchte ab 1892 Kurse an der Accademia Ligustica di Belle Arti und war Schüler von Michele Sansebastiano. 1896 debütierte er mit Le tentazioni di S. Antonio bei der Esposizione Società Promotrice di Belle Arti seiner Heimatstadt, an der er bis Ende der 1920er Jahre mehrfach teilnahm. 1898 sandte er die Gipsplastik Le spose del Signore zur Esposizione Generale Italiana nach Turin, wo sie Beifall von Giuseppe Pellizza da Volpedo und Leonardo Bistolfi fand.
Im gleichen Jahr entstand sein Ölporträt der jungen Orazia Belsito, und 1900 zog er nach Rom und eröffnete in der Nähe des Palazzo Lanzavecchia, des Wohnsitzes der Familie Belsito, ein Atelier. An den Esposizioni di Belle Arti der Società degli Amatori e Cultori di Belle Arti im Palazzo delle Esposizioni beteiligte er sich 1900 und 1901 jeweils mit mehreren Werken.
Im September 1901 heiratete er Orazia Belsito. In dem nun entstehenden „Salon Plini“ verkehrten Giacomo Balla, Duilio Cambellotti, Gino Severini, Mario Sironi, Umberto Boccioni, Ettore Ximenes, der Musiker Alberto Gasco, der Bildhauer und Gründer der „Scuola di Arte Educatrice“ Francesco Randone und der Dichter Giovanni Cena, ein Freund von Pellizza da Volpedo, der sich mit Sibilla Aleramo, Plinio Nomellini, Maria Montessori und Alessandro Marcucci für die Idee eines humanitären Sozialismus einsetzte.
Prini machte sich diese Ideen zu eigen, und in den Gemälden und Bronzen der folgenden Zeit sind Protagonisten die Enteigneten, Armen, Alten und Kinder. Seine bei der LXXIII. Esposizione Internazionale di Belle Arti 1903 gezeigten Werke lobte Arduino Colosanti in der Zeitschrift L’Arte als „gentile poema dell’infanzia dolorosa“, auch seine Werke zur Ausstellung 1904 und der folgenden Jahre zeugten von seinem starken sozialen Engagement. Seine Il tesoretto und Il segreto dei bimbi wurden zur Weltausstellung 1904 in Louisiana geschickt, Il tesoretto wurde dort mit einer Silbermedaille ausgezeichnet.
Von der Schriftstellerin Sibilla Aleramo, einer Besucherin des „Salon Prini“ und Autorin des 1906 erschienenen Buches Una Donna schuf Prini eine Büste und ein Ölportrait. An der  LXXVII Esposizione Internazionale beteiligte er sich mit Porträts der Bildhauer Alberto Felci und Felix Tannenbaum und der Maler Giacomo Balla und Antonio Maraini. Mit Gli amanti nahm er 1909 erstmals den der Biennale di Venezia teil, mit Il segreto die bimbi an der X. Internationalen Kunstausstellung in Monaco.
1910 unterzeichnete Prini neben Umberto Boccioni, Gino Severini, Luigi Russolo und Carlo Carrà das Manifesto die pittori futuristi. Im gleichen Jahr war er mit Segreto dei bimbi bei der Internationalen Kunstausstellung in Buenos Aires vertreten. 1913, 1914 und 1916 nahm er an den internationalen Ausstellungen der Sezessionskunst in Rom teil.  1919 wurde er künstlerischer Leiter des Stabilimento per la Fabbricazione del Giuocattolo Italiano, für das er Spielzeug designte. Für den Giardino del Gianicolo schuf er 1916 eine Büste von Nino Costa.
1929 und 1930 nahm er an den Ausstellungen des faschistischen Sindacato Laziale teil. In den 1930er Jahren wirkte er an einigen architektonischen Plänen Marcello Piacentinis mit. Von 1931 bis 1951 war er regelmäßiger Teilnehmer der Ausstellungen der Quadriennale di Roma. 1937 wurde er zum akademischen Korrespondenten, 1943 zum accademico di merito effettivo der Accademia di San Luca ernannt. Nach dem Krieg war er vorwiegend auf dem Gebiet der religiösen Kunst aktiv.

## Werke
- Le tentazioni di S. Antonio, 1896
- Impressioni di marinaio, 1898
- Pitonessa, 1898
- Romano, 1898
- Nostalgia, 1898
- Ritmo, 1899
- Sinfonia triste, 1899
- Rievocazione, 1899
- Le spose del Signore, 1899
- Capaneo, 1899
- L’angelo del perdono, 1899
- Ritratto della fidanzata Orazia Belsito, 1899
- Donna e bambini in campagna, 1900
- Bambine sedute, 1900
- Bamba seduta, 1900
- Campagna, 1900
- Il segreto dei bimbi, 1902
- L’erba morta, la falce e i bimbi, 1902
- La pietra del fonte, 1902
- Ritratto di Orazia, 1902
- Gli scartati, 1903
- Le vecchiette di una casa di riposo, 1903
- Vangatori, 1903
- Amanti, 1904
- Ritratto di Giacomo Balla, 1904
- Colloquio di fabbri, 1904
- Donna tra i pioppi, 1904
- Il passerotto, 1904
- Paolo e Francesca, 1904
- Bozzetto per un monumento a Dante, 1905
- Figura femminile ammantata, 1905
- Sibilla Aleramo, 1905
- Cenerentola, 1907
- Testa di fabbro, 1907
- La parolina all’orecchio, 1908
- Ritratto di Pio Piacentini, 1908
- Amanti (1), 1909
- Amanti (2), 1909
- Ritratto di Lisa, 1910
- Bimbo con rospo, 1912
- Lampada, 1912
- Mia moglie, 1914
- Maschera, 1917
- Birilli della ditta S.F.A.G.I., 1920
- Bamboline della ditta S.F.A.G.I., 1920
- Simulacro di Cristo, 1920
- Giocattoli della ditta S.F.A.G.I., 1920
- Invocazione, 1921
- La vita, 1921
- Primavera (1), 1921
- Primavera (2), 1921
- Rondine (1), 1921
- Rondine (2), 1921
- Tomba trapanese, 1921
- Tripode, 1921
- Idoletto, 1925
- L’idolo di casa, 1925
- Passo di danza, 1926
- Danzatrice, 1926
- Poltroncina, 1926
- Bozzetto per la porta della Casa madre dei mutilati, 1927
- La mia nipotina, 1929
- Riposo della viandante, 1929
- Cristo e i bambini, 1930
- Bocciolino, 1931
- Il riposo della baiadera, 1931
- La malatina, 1933
- Serenella, 1933
- Passo di giovinezza, 1934
- Le stelle, 1934
- Torso, 1935
- Bozzetto per la porta della Chiesa dei SS Pietro e Paolo, 1939
- Ritratto di Giovannella, 1942
- Nudo femminle disteso, 1955